# Pampelonne
Pampelonne é uma comuna francesa na região administrativa da Occitânia, no departamento de Tarn. Estende-se por uma área de 36.4 km², e possui 844 habitantes, segundo o censo de 2018, com uma densidade de 23 hab/km².